# Campeonato Europeo de Esgrima de 2010
El XXIII Campeonato Europeo de Esgrima se celebró en Leipzig (Alemania) entre el 17 y el 22 de julio de 2010 bajo la organización de la Confederación Europea de Esgrima (CEE) y la Federación Alemana de Esgrima.
Las competiciones se realizaron en el pabellón Arena Leipzig de la ciudad germana.

## Medallistas

### Masculino
| Evento                      | Oro                                                                           | Plata                                                                         | Bronce                                                                      |
| --------------------------- | ----------------------------------------------------------------------------- | ----------------------------------------------------------------------------- | --------------------------------------------------------------------------- |
| Florete individual (18.07)  | Andrea Baldini · Italia                                                       | Valerio Aspromonte · Italia                                                   | Richard Kruse · Reino Unido · Renal Ganeyev · Rusia                         |
| Florete por equipos (21.07) | Andrea Baldini · Giorgio Avola · Andrea Cassarà · Valerio Aspromonte · Italia | Alexei Cheremisinov · Alexei Jovanski · Artiom Sedov · Renal Ganeyev · Rusia  | Marcus Mepstead Richard Kruse Edward Jefferies Laurence Halsted Reino Unido |
| Espada individual (19.07)   | Jean-Michel Lucenay Francia                                                   | Gábor Boczkó · Hungría                                                        | Radosław Zawrotniak · Polonia · Pavel Sujov · Rusia                         |
| Espada por equipos (22.07)  | Gábor Boczkó · Tamás Pádár · Géza Imre · Péter Somfai · Hungría               | Ihor Reizlin · Bohdan Nikishyn · Maxym Jvorost · Dmytro Kariuchenko · Ucrania | Steffen Launer · Christoph Kneip · Martin Schmitt · Jörg Fiedler · Alemania |
| Sable individual (17.07)    | Alexei Yakimenko · Rusia                                                      | Nicolas Limbach · Alemania                                                    | Oleh Shturbabin · Ucrania · Boladé Apithy · Francia                         |
| Sable por equipos (20.07)   | Aldo Montano · Diego Occhiuzzi · Luigi Tarantino · Luigi Samele · Italia      | Oleh Shturbabin · Dmytro Boiko · Dmytro Pundyk · Andri Yahodka · Ucrania      | Nicolas Limbach · Björn Hübner · Benedikt Beisheim · Max Hartung · Alemania |

### Femenino
| Evento                      | Oro                                                                                      | Plata                                                                                        | Bronce                                                                                 |
| --------------------------- | ---------------------------------------------------------------------------------------- | -------------------------------------------------------------------------------------------- | -------------------------------------------------------------------------------------- |
| Florete individual (17.07)  | Valentina Vezzali · Italia                                                               | Yevgueniya Lamonova · Rusia                                                                  | Inna Deriglazova · Rusia · Elisa Di Francisca · Italia                                 |
| Florete por equipos (20.07) | Valentina Vezzali · Ilaria Salvatori · Arianna Errigo · Elisa Di Francisca · Italia      | Katja Wächter · Carolin Golubytskyi · Sandra Bingenheimer · Martina Zacke · Alemania         | Yevgueniya Lamonova · Aida Shanayeva · Larisa Korobeinikova · Inna Deriglazova · Rusia |
| Espada individual (18.07)   | Imke Duplitzer · Alemania                                                                | Magdalena Piekarska · Polonia                                                                | Laura Flessel-Colovic Francia Noam Mills Israel                                        |
| Espada por equipos (21.07)  | Małgorzata Stroka · Magdalena Piekarska · Ewa Nelip · Danuta Dmowska-Andrzejuk · Polonia | Bianca Del Carretto · Mara Navarria · Nathalie Moellhausen · Francesca Quondamcarlo · Italia | Maureen Nisima Laura Flessel-Colovic Nathalie Alibert Hajnalka Kiraly-Picot Francia    |
| Sable individual (19.07)    | Svetlana Kormilitsyna · Rusia                                                            | Sofia Velikaya · Rusia                                                                       | Ilaria Bianco · Italia · Sibylle Klemm · Alemania                                      |
| Sable por equipos (22.07)   | Olha Zhovnir · Halyna Pundyk · Olena Jomrova · Olha Jarlan · Ucrania                     | Svetlana Kormilitsyna · Sofia Velikaya · Yekaterina Diachenko · Yuliya Gavrilova · Rusia     | Irene Vecchi · Alessandra Lucchino · Ilaria Bianco · Gioia Marzocca · Italia           |

## Medallero
| Núm. | País        | Oro | Plata | Bronce | Total |
| ---- | ----------- | --- | ----- | ------ | ----- |
| 1    | Italia      | 5   | 2     | 3      | 10    |
| 2    | Rusia       | 2   | 4     | 4      | 10    |
| 3    | Alemania    | 1   | 2     | 3      | 6     |
| 4    | Ucrania     | 1   | 2     | 1      | 4     |
| 5    | Polonia     | 1   | 1     | 1      | 3     |
| 6    | Hungría     | 1   | 1     | 0      | 2     |
| 7    | Francia     | 1   | 0     | 3      | 4     |
| 8    | Reino Unido | 0   | 0     | 2      | 2     |
| 9    | Israel      | 0   | 0     | 1      | 1     |
|      | TOTAL       | 12  | 12    | 18     | 42    |